# Campeonato Mundial de Baloncesto Femenino Sub-19 de 1989
El II Campeonato Mundial de Baloncesto Femenino Sub-19  se realizó en Bilbao, España, entre el 23 y el 30 de julio de 1989.
El campeonato contó con la participación de 12 selecciones nacionales de baloncesto sub-19. La Unión Soviética se proclamó campeona por segunda vez, tras vencer a Yugoslavia en la final por 109-93.

## Clasificados
| Competición                                      | Fecha                            | Sede           | Plazas | Equipos clasificados                               |
| ------------------------------------------------ | -------------------------------- | -------------- | ------ | -------------------------------------------------- |
| País anfitrión                                   | —                                | —              | 1      | España                                             |
| Campeonato FIBA Américas Femenino Sub-18 de 1988 | —                                | São Paulo      | 3      | Estados Unidos Brasil Cuba                         |
| Campeonato FIBA Europa Femenino Sub-18 de 1988   | 24–31 de julio de 1988           | Veliko Tarnovo | 4      | Unión Soviética Checoslovaquia Yugoslavia Bulgaria |
| Campeonato FIBA África Femenino Sub-18 de 1988   | —                                | Luanda         | 1      | Zaire                                              |
| Campeonato FIBA Asia Femenino Sub-18 de 1989     | 24 de enero–1 de febrero de 1989 | Manila         | 2      | China Corea del Sur                                |
| FIBA Oceanía                                     | —                                | —              | 1      | Australia                                          |
| Total                                            | Total                            | Total          | 12     | 12                                                 |

## Organización

### Sedes
| Bilbao           |
| Bilbao           |
| La Casilla       |
| Capacidad: 5 240 |
|                  |

### Sorteo de grupos
Los grupos quedaron distribuidos de la siguiente forma:
| Grupo A                                                 | Grupo B                                                              |
| ------------------------------------------------------- | -------------------------------------------------------------------- |
| Brasil China Cuba España (H) Unión Soviética Yugoslavia | Australia Bulgaria Checoslovaquia Corea del Sur Estados Unidos Zaire |

### Formato
Fase de grupos
En esta primera fase, los 12 países se dividieron en 2 grupos de 6 equipos cada uno. Se enfrontaron todos contra todos a partido único. Los dos mejores equipos pasaron directamente a semifinales, los equipos clasificados en el segundo y tercer lugar pasaron al cuadro de clasificación del 5.º al 8.º lugar, y los dos peores equipos de cada grupo pasaron al cuadro de clasificación del 9.º al 12.º lugar. 
Fase final
Esta fase constó de las semifinales (donde se enfrentaron A1-B2 y A2-B1), el partido por la medalla de bronce y la final, así como de los cuadros de clasificación del 5.º-8.º lugar (A3-B4 y A4-B3) y del 9.º-12.º lugar (A5-B6 y A6-B5).

## Fase de grupos
Todos los horarios corresponden al huso horario local (GMT+2).

### Grupo A
| Pos. | Equipo          | PJ | G | P | PF  | PC  | DP   | Pts | Clasificación |
| ---- | --------------- | -- | - | - | --- | --- | ---- | --- | ------------- |
| 1    | Unión Soviética | 5  | 5 | 0 | 520 | 409 | +111 | 10  | Semifinales   |
| 2    | Yugoslavia      | 5  | 4 | 1 | 432 | 404 | +28  | 9   | Semifinales   |
| 3    | España          | 5  | 3 | 2 | 431 | 413 | +18  | 8   | 5º-8º lugar   |
| 4    | Brasil          | 5  | 2 | 3 | 375 | 422 | −47  | 7   | 5º-8º lugar   |
| 5    | Cuba            | 5  | 1 | 4 | 453 | 495 | −42  | 6   | 9º-12º lugar  |
| 6    | China           | 5  | 0 | 5 | 387 | 455 | −68  | 5   | 9º-12º lugar  |

 Fuente: FIBA
Jornada 1
| 23 de julio | Brasil                             | 94–77                              | China                              | Bilbao               |  |
| 12:00       | Marcador por tiempos: 47-44, 47-33 | Marcador por tiempos: 47-44, 47-33 | Marcador por tiempos: 47-44, 47-33 |                      |  |
|             | Estadísticas Arcain 26             | Reporte Pts                        | Estadísticas 15 Fu, He, Jie        | Pabellón: La Casilla |  |

| 23 de julio | Yugoslavia                         | 105–90                             | Cuba                               | Bilbao               |  |
| 17:00       | Marcador por tiempos: 57-42, 48-48 | Marcador por tiempos: 57-42, 48-48 | Marcador por tiempos: 57-42, 48-48 |                      |  |
|             | Estadísticas Nakić 37              | Reporte Pts                        | Estadísticas 24 Castillo           | Pabellón: La Casilla |  |

| 23 de julio | España                             | 91–93                              | Unión Soviética                    | Bilbao               |  |
| 19:00       | Marcador por tiempos: 43-47, 48-46 | Marcador por tiempos: 43-47, 48-46 | Marcador por tiempos: 43-47, 48-46 |                      |  |
|             | Estadísticas Ares 24               | Reporte Pts                        | Estadísticas 28 Zasúlskaya         | Pabellón: La Casilla |  |

Jornada 2
| 24 de julio | China                              | 82–92                              | Cuba                               | Bilbao               |  |
| 10:00       | Marcador por tiempos: 43-46, 39-46 | Marcador por tiempos: 43-46, 39-46 | Marcador por tiempos: 43-46, 39-46 |                      |  |
|             | Estadísticas Fu, He 24             | Reporte Pts                        | Estadísticas 26 Herrera            | Pabellón: La Casilla |  |

| 24 de julio | Brasil                             | 53–100                             | Unión Soviética                    | Bilbao               |  |
| 15:00       | Marcador por tiempos: 27-51, 26-49 | Marcador por tiempos: 27-51, 26-49 | Marcador por tiempos: 27-51, 26-49 |                      |  |
|             | Estadísticas Arcain 17             | Reporte Pts                        | Estadísticas 21 Vounatjants        | Pabellón: La Casilla |  |

| 24 de julio | España                             | 80–88                              | Yugoslavia                         | Bilbao               |  |
| 19:00       | Marcador por tiempos: 50-40, 30-48 | Marcador por tiempos: 50-40, 30-48 | Marcador por tiempos: 50-40, 30-48 |                      |  |
|             | Estadísticas Ares 23               | Reporte Pts                        | Estadísticas 27 Bajkuša            | Pabellón: La Casilla |  |

Jornada 3
| 25 de julio | Brasil                             | 99–86                              | Cuba                               | Bilbao               |  |
| 12:00       | Marcador por tiempos: 67-43, 32-43 | Marcador por tiempos: 67-43, 32-43 | Marcador por tiempos: 67-43, 32-43 |                      |  |
|             | Estadísticas dos Santos 32         | Reporte Pts                        | Estadísticas 17 Martínez           | Pabellón: La Casilla |  |

| 25 de julio | China                              | 83–90                              | España                             | Bilbao               |  |
| 19:00       | Marcador por tiempos: 43-50, 40-40 | Marcador por tiempos: 43-50, 40-40 | Marcador por tiempos: 43-50, 40-40 |                      |  |
|             | Estadísticas He 22                 | Reporte Pts                        | Estadísticas 20 Ares               | Pabellón: La Casilla |  |

| 25 de julio | Unión Soviética                    | 106–83                             | Yugoslavia                         | Bilbao               |  |
| 21:00       | Marcador por tiempos: 49-38, 57-45 | Marcador por tiempos: 49-38, 57-45 | Marcador por tiempos: 49-38, 57-45 |                      |  |
|             | Estadísticas Zasúlskaya 31         | Reporte Pts                        | Estadísticas 26 Nakić              | Pabellón: La Casilla |  |

Jornada 4
| 26 de julio | Brasil                             | 63–81                              | Yugoslavia                         | Bilbao               |  |
| 17:00       | Marcador por tiempos: 26-42, 37-39 | Marcador por tiempos: 26-42, 37-39 | Marcador por tiempos: 26-42, 37-39 |                      |  |
|             | Estadísticas Arcain 29             | Reporte Pts                        | Estadísticas 18 Nakić              | Pabellón: La Casilla |  |

| 26 de julio | Cuba                               | 83–92                              | España                             | Bilbao               |  |
| 19:00       | Marcador por tiempos: 40-55, 43-37 | Marcador por tiempos: 40-55, 43-37 | Marcador por tiempos: 40-55, 43-37 |                      |  |
|             | Estadísticas Gómez 25              | Reporte Pts                        | Estadísticas 29 Ares               | Pabellón: La Casilla |  |

| 26 de julio | Unión Soviética                    | 104–80                             | China                              | Bilbao               |  |
| 21:00       | Marcador por tiempos: 53-43, 51-37 | Marcador por tiempos: 53-43, 51-37 | Marcador por tiempos: 53-43, 51-37 |                      |  |
|             | Estadísticas Zasúlskaya 21         | Reporte Pts                        | Estadísticas 16 Fu                 | Pabellón: La Casilla |  |

Jornada 5
| 27 de julio | Cuba                               | 102–117                            | Unión Soviética                    | Bilbao               |  |
| 15:00       | Marcador por tiempos: 53-61, 49-56 | Marcador por tiempos: 53-61, 49-56 | Marcador por tiempos: 53-61, 49-56 |                      |  |
|             | Estadísticas Gómez 24              | Reporte Pts                        | Estadísticas 23 Chevtchuk          | Pabellón: La Casilla |  |

| 27 de julio | Yugoslavia                         | 75–65                              | China                              | Bilbao               |  |
| 17:00       | Marcador por tiempos: 34-35, 41-30 | Marcador por tiempos: 34-35, 41-30 | Marcador por tiempos: 34-35, 41-30 |                      |  |
|             | Estadísticas Nakić 20              | Reporte Pts                        | Estadísticas 21 Jia                | Pabellón: La Casilla |  |

| 27 de julio | Brasil                             | 66–78                              | España                             | Bilbao               |  |
| 19:00       | Marcador por tiempos: 35-45, 31-33 | Marcador por tiempos: 35-45, 31-33 | Marcador por tiempos: 35-45, 31-33 |                      |  |
|             | Estadísticas Arcain 27             | Reporte Pts                        | Estadísticas 24 Álvaro             | Pabellón: La Casilla |  |

### Grupo B
| Pos. | Equipo         | PJ | G | P | PF  | PC  | DP   | Pts | Clasificación |
| ---- | -------------- | -- | - | - | --- | --- | ---- | --- | ------------- |
| 1    | Australia      | 5  | 4 | 1 | 355 | 311 | +44  | 9   | Semifinales   |
| 2    | Checoslovaquia | 5  | 4 | 1 | 390 | 351 | +39  | 9   | Semifinales   |
| 3    | Corea del Sur  | 5  | 3 | 2 | 383 | 346 | +37  | 8   | 5º-8º lugar   |
| 4    | Estados Unidos | 5  | 2 | 3 | 391 | 381 | +10  | 7   | 5º-8º lugar   |
| 5    | Bulgaria       | 5  | 2 | 3 | 334 | 347 | −13  | 7   | 9º-12º lugar  |
| 6    | Zaire          | 5  | 0 | 5 | 265 | 382 | −117 | 5   | 9º-12º lugar  |

 Fuente: FIBA
Notas:
1. 1 2  Checoslovaquia 69-79 Australia
2. 1 2  Estados Unidos 78-65 Bulgaria

Jornada 1
| 23 de julio | Checoslovaquia                     | 68–57                              | Bulgaria                           | Bilbao               |  |
| 10:00       | Marcador por tiempos: 34-29, 34-28 | Marcador por tiempos: 34-29, 34-28 | Marcador por tiempos: 34-29, 34-28 |                      |  |
|             | Estadísticas Vasilkova 12          | Reporte Pts                        | Estadísticas 20 Varbanova          | Pabellón: La Casilla |  |

| 23 de julio | Zaire                              | 49–84                              | Australia                          | Bilbao               |  |
| 15:00       | Marcador por tiempos: 27-51, 22-33 | Marcador por tiempos: 27-51, 22-33 | Marcador por tiempos: 27-51, 22-33 |                      |  |
|             | Estadísticas Mbay 14               | Reporte Pts                        | Estadísticas 20 Robilliard         | Pabellón: La Casilla |  |

| 23 de julio | Estados Unidos                                  | 84–93 TE                                        | Corea del Sur                                   | Bilbao               |  |
| 21:00       | Marcador por tiempos: 39-42, 36-33 (T.E.: 9-18) | Marcador por tiempos: 39-42, 36-33 (T.E.: 9-18) | Marcador por tiempos: 39-42, 36-33 (T.E.: 9-18) |                      |  |
|             | Estadísticas Head 17                            | Reporte Pts                                     | Estadísticas 29 E. Chun                         | Pabellón: La Casilla |  |

Jornada 2
| 24 de julio | Zaire                              | 51–76                              | Checoslovaquia                     | Bilbao               |  |
| 12:00       | Marcador por tiempos: 15-36, 36-40 | Marcador por tiempos: 15-36, 36-40 | Marcador por tiempos: 15-36, 36-40 |                      |  |
|             | Estadísticas Hwahba, Nsibmuedi 13  | Reporte Pts                        | Estadísticas 13 Studená            | Pabellón: La Casilla |  |

| 24 de julio | Estados Unidos                     | 69–71                              | Australia                          | Bilbao               |  |
| 17:00       | Marcador por tiempos: 29-41, 40-30 | Marcador por tiempos: 29-41, 40-30 | Marcador por tiempos: 29-41, 40-30 |                      |  |
|             | Estadísticas Leslie 17             | Reporte Pts                        | Estadísticas 20 Hamilton           | Pabellón: La Casilla |  |

| 24 de julio | Corea del Sur                      | 85–67                              | Bulgaria                           | Bilbao               |  |
| 21:00       | Marcador por tiempos: 33-34, 52-33 | Marcador por tiempos: 33-34, 52-33 | Marcador por tiempos: 33-34, 52-33 |                      |  |
|             | Estadísticas Ha 20                 | Reporte Pts                        | Estadísticas 28 Popova             | Pabellón: La Casilla |  |

Jornada 3
| 25 de julio | Checoslovaquia                     | 69–79                              | Australia                          | Bilbao               |  |
| 10:00       | Marcador por tiempos: 33-43, 36-36 | Marcador por tiempos: 33-43, 36-36 | Marcador por tiempos: 33-43, 36-36 |                      |  |
|             | Estadísticas Vasilkova, Studená 18 | Reporte Pts                        | Estadísticas 30 Sandie             | Pabellón: La Casilla |  |

| 25 de julio | Corea del Sur                      | 77–49                              | Zaire                              | Bilbao               |  |
| 15:00       | Marcador por tiempos: 33-27, 44-22 | Marcador por tiempos: 33-27, 44-22 | Marcador por tiempos: 33-27, 44-22 |                      |  |
|             | Estadísticas E. Chun 17            | Reporte Pts                        | Estadísticas 14 Okako              | Pabellón: La Casilla |  |

| 25 de julio | Estados Unidos                     | 78–65                              | Bulgaria                           | Bilbao               |  |
| 17:00       | Marcador por tiempos: 41-26, 37-39 | Marcador por tiempos: 41-26, 37-39 | Marcador por tiempos: 41-26, 37-39 |                      |  |
|             | Estadísticas Leslie 22             | Reporte Pts                        | Estadísticas 14 Branzova           | Pabellón: La Casilla |  |

Jornada 4
| 26 de julio | Bulgaria                          | 72–54                             | Zaire                             | Bilbao               |  |
| 10:00       | Marcador por tiempos: 29-27, 4327 | Marcador por tiempos: 29-27, 4327 | Marcador por tiempos: 29-27, 4327 |                      |  |
|             | Estadísticas Varbanova 20         | Reporte Pts                       | Estadísticas 12 Okako             | Pabellón: La Casilla |  |

| 26 de julio | Australia                          | 59–51                              | Corea del Sur                      | Bilbao               |  |
| 12:00       | Marcador por tiempos: 37-25, 22-26 | Marcador por tiempos: 37-25, 22-26 | Marcador por tiempos: 37-25, 22-26 |                      |  |
|             | Estadísticas Sandie 25             | Reporte Pts                        | Estadísticas 15 E. Chun            | Pabellón: La Casilla |  |

| 26 de julio | Estados Unidos                     | 87–90                              | Checoslovaquia                     | Bilbao               |  |
| 15:00       | Marcador por tiempos: 51-45, 36-45 | Marcador por tiempos: 51-45, 36-45 | Marcador por tiempos: 51-45, 36-45 |                      |  |
|             | Estadísticas Hardmon 18            | Reporte Pts                        | Estadísticas 25 Vasilkova          | Pabellón: La Casilla |  |

Jornada 5
| 27 de julio | Estados Unidos                     | 73–62                              | Zaire                              | Bilbao               |  |
| 10:00       | Marcador por tiempos: 35-26, 38-36 | Marcador por tiempos: 35-26, 38-36 | Marcador por tiempos: 35-26, 38-36 |                      |  |
|             | Estadísticas Holmes, Leslie 13     | Reporte Pts                        | Estadísticas 12 Hwahba             | Pabellón: La Casilla |  |

| 27 de julio | Bulgaria                                        | TE 73–62                                        | Australia                                       | Bilbao               |  |
| 12:00       | Marcador por tiempos: 35-30, 23-28 (T.E.: 15-4) | Marcador por tiempos: 35-30, 23-28 (T.E.: 15-4) | Marcador por tiempos: 35-30, 23-28 (T.E.: 15-4) |                      |  |
|             | Estadísticas Varbanova 25                       | Reporte Pts                                     | Estadísticas 26 Sandie                          | Pabellón: La Casilla |  |

| 27 de julio | Checoslovaquia                     | 87–77                              | Corea del Sur                      | Bilbao               |  |
| 21:00       | Marcador por tiempos: 41-48, 46-29 | Marcador por tiempos: 41-48, 46-29 | Marcador por tiempos: 41-48, 46-29 |                      |  |
|             | Estadísticas Vasilkova 23          | Reporte Pts                        | Estadísticas 26 E. Chun            | Pabellón: La Casilla |  |

## Fase final

### Cuadro por el 9º-12º lugar
|  | Semifinales 9º-12º | Semifinales 9º-12º |       |      | Partido 9º lugar  | Partido 9º lugar  |  |
|  | 29 de julio        | 29 de julio        |       |      | 30 de julio       | 30 de julio       |  |
|  |                    |                    |       |      |                   |                   |  |
|  |                    |                    |       |      |                   |                   |  |
|  | Cuba               | 63                 |       |      |                   |                   |  |
|  | Cuba               | 63                 |       |      |                   |                   |  |
|  | Zaire              | 54                 |       |      |                   |                   |  |
|  | Zaire              | 54                 |       | Cuba | 68                |                   |  |
|  |                    |                    |       | Cuba | 68                |                   |  |
|  |                    |                    | China | 72   |                   |                   |  |
|  | China              | 101                | China | 72   |                   |                   |  |
|  | China              | 101                |       |      |                   |                   |  |
|  | Bulgaria           | 69                 |       |      | Partido 11º lugar | Partido 11º lugar |  |
|  | Bulgaria           | 69                 |       |      | Partido 11º lugar | Partido 11º lugar |  |
|  |                    |                    |       |      |                   |                   |  |
|  |                    |                    |       |      | Zaire             | 51                |  |
|  |                    |                    |       |      | Zaire             | 51                |  |
|  |                    |                    |       |      | Bulgaria          | 78                |  |
|  |                    |                    |       |      | Bulgaria          | 78                |  |
|  |                    |                    |       |      |                   |                   |  |

#### Semifinales del 9º-12º lugar
| 29 de julio | Cuba                               | 63–54                              | Zaire                              | Bilbao               |  |
| 09:00       | Marcador por tiempos: 28-33, 35-21 | Marcador por tiempos: 28-33, 35-21 | Marcador por tiempos: 28-33, 35-21 |                      |  |
|             | Estadísticas Gómez 15              | Reporte Pts                        | Estadísticas 14 Hwahba             | Pabellón: La Casilla |  |

| 29 de julio | China                              | 101–69                             | Bulgaria                           | Bilbao               |  |
| 11:00       | Marcador por tiempos: 60-36, 41-33 | Marcador por tiempos: 60-36, 41-33 | Marcador por tiempos: 60-36, 41-33 |                      |  |
|             | Estadísticas He 30                 | Reporte Pts                        | Estadísticas 14 Dakova             | Pabellón: La Casilla |  |

#### Partido por el 11º lugar
| 30 de julio | Zaire                              | 51–78                              | Bulgaria                                       | Bilbao               |  |
| 09:00       | Marcador por tiempos: 27-43, 24-35 | Marcador por tiempos: 27-43, 24-35 | Marcador por tiempos: 27-43, 24-35             |                      |  |
|             | Estadísticas Hwahba 11             | Reporte Pts                        | Estadísticas 20 Barchovska-Sotirova, Anguelova | Pabellón: La Casilla |  |

#### Partido por el 9º lugar
| 30 de julio | Cuba                               | 68–72                              | China                              | Bilbao               |  |
| 11:00       | Marcador por tiempos: 41-27, 27-45 | Marcador por tiempos: 41-27, 27-45 | Marcador por tiempos: 41-27, 27-45 |                      |  |
|             | Estadísticas Castillo 19           | Reporte Pts                        | Estadísticas 20 Jia                | Pabellón: La Casilla |  |

### Cuadro por el 5º-8º lugar
|  | Semifinales 5º-8º | Semifinales 5º-8º |               |        | Partido 5º lugar | Partido 5º lugar |  |
|  | 29 de julio       | 29 de julio       |               |        | 30 de julio      | 30 de julio      |  |
|  |                   |                   |               |        |                  |                  |  |
|  |                   |                   |               |        |                  |                  |  |
|  | España            | 99                |               |        |                  |                  |  |
|  | España            | 99                |               |        |                  |                  |  |
|  | Estados Unidos    | 96                |               |        |                  |                  |  |
|  | Estados Unidos    | 96                |               | España | 91               |                  |  |
|  |                   |                   |               | España | 91               |                  |  |
|  |                   |                   | Corea del Sur | 76     |                  |                  |  |
|  | Brasil            | 69                | Corea del Sur | 76     |                  |                  |  |
|  | Brasil            | 69                |               |        |                  |                  |  |
|  | Corea del Sur     | 74                |               |        | Partido 7º lugar | Partido 7º lugar |  |
|  | Corea del Sur     | 74                |               |        | Partido 7º lugar | Partido 7º lugar |  |
|  |                   |                   |               |        |                  |                  |  |
|  |                   |                   |               |        | Brasil           | 66               |  |
|  |                   |                   |               |        | Brasil           | 66               |  |
|  |                   |                   |               |        | Estados Unidos   | 70               |  |
|  |                   |                   |               |        | Estados Unidos   | 70               |  |
|  |                   |                   |               |        |                  |                  |  |

#### Semifinales del 5º–8º lugar
| 29 de julio | Brasil                             | 69–74                              | Corea del Sur                      | Bilbao               |  |
| 13:00       | Marcador por tiempos: 36-38, 33-36 | Marcador por tiempos: 36-38, 33-36 | Marcador por tiempos: 36-38, 33-36 |                      |  |
|             | Estadísticas Arcain 22             | Reporte Pts                        | Estadísticas 23 Yoo                | Pabellón: La Casilla |  |

| 29 de julio | España                             | 99–96                              | Estados Unidos                     | Bilbao               |  |
| 18:00       | Marcador por tiempos: 46-54, 53-42 | Marcador por tiempos: 46-54, 53-42 | Marcador por tiempos: 46-54, 53-42 |                      |  |
|             | Estadísticas Ares 26               | Reporte Pts                        | Estadísticas 16 Henning, Zeilstra  | Pabellón: La Casilla |  |

#### Partido por el 7º lugar
| 30 de julio | Brasil                             | 66–70                              | Estados Unidos                     | Bilbao               |  |
| 16:00       | Marcador por tiempos: 36-42, 30-28 | Marcador por tiempos: 36-42, 30-28 | Marcador por tiempos: 36-42, 30-28 |                      |  |
|             | Estadísticas Arcain 19             | Reporte Pts                        | Estadísticas 17 Head               | Pabellón: La Casilla |  |

#### Partido por el 5º lugar
| 30 de julio | España                             | 91–76                              | Corea del Sur                      | Bilbao               |  |
| 13:00       | Marcador por tiempos: 49-39, 42-37 | Marcador por tiempos: 49-39, 42-37 | Marcador por tiempos: 49-39, 42-37 |                      |  |
|             | Estadísticas Álvaro 21             | Reporte Pts                        | Estadísticas 26 E. Chun            | Pabellón: La Casilla |  |

### Cuadro final
|  | Semifinales     | Semifinales |            |                 | Final          | Final       |  |
|  | 29 de julio     | 29 de julio |            |                 | 30 de julio    | 30 de julio |  |
|  |                 |             |            |                 |                |             |  |
|  |                 |             |            |                 |                |             |  |
|  | Unión Soviética | 99          |            |                 |                |             |  |
|  | Unión Soviética | 99          |            |                 |                |             |  |
|  | Checoslovaquia  | 42          |            |                 |                |             |  |
|  | Checoslovaquia  | 42          |            | Unión Soviética | 109            |             |  |
|  |                 |             |            | Unión Soviética | 109            |             |  |
|  |                 |             | Yugoslavia | 93              |                |             |  |
|  | Australia       | 65          | Yugoslavia | 93              |                |             |  |
|  | Australia       | 65          |            |                 |                |             |  |
|  | Yugoslavia      | 81          |            |                 | 3.º puesto     | 3.º puesto  |  |
|  | Yugoslavia      | 81          |            |                 | 3.º puesto     | 3.º puesto  |  |
|  |                 |             |            |                 |                |             |  |
|  |                 |             |            |                 | Australia      | 69          |  |
|  |                 |             |            |                 | Australia      | 69          |  |
|  |                 |             |            |                 | Checoslovaquia | 61          |  |
|  |                 |             |            |                 | Checoslovaquia | 61          |  |
|  |                 |             |            |                 |                |             |  |

#### Semifinales
| 29 de julio | Australia                          | 65–81                              | Yugoslavia                         | Bilbao               |  |
| 16:00       | Marcador por tiempos: 36-39, 29-42 | Marcador por tiempos: 36-39, 29-42 | Marcador por tiempos: 36-39, 29-42 |                      |  |
|             | Estadísticas Sandie 21             | Reporte Pts                        | Estadísticas 20 Nakić              | Pabellón: La Casilla |  |

| 29 de julio | Unión Soviética                    | 99–42                              | Checoslovaquia                     | Bilbao               |  |
| 20:00       | Marcador por tiempos: 48-16, 51-26 | Marcador por tiempos: 48-16, 51-26 | Marcador por tiempos: 48-16, 51-26 |                      |  |
|             | Estadísticas Chevtchuk 14          | Reporte Pts                        | Estadísticas 7 Bobrovská           | Pabellón: La Casilla |  |

#### Partido por la medalla de bronce
| 30 de julio | Australia                          | 69–61                              | Checoslovaquia                     | Bilbao               |  |
| 18:00       | Marcador por tiempos: 31-33, 38-28 | Marcador por tiempos: 31-33, 38-28 | Marcador por tiempos: 31-33, 38-28 |                      |  |
|             | Estadísticas Sandie 27             | Reporte Pts                        | Estadísticas 18 Kuklová            | Pabellón: La Casilla |  |

#### Final
| 30 de julio | Unión Soviética                    | 109–93                             | Yugoslavia                         | Bilbao               |  |
| 20:00       | Marcador por tiempos: 59-52, 50-41 | Marcador por tiempos: 59-52, 50-41 | Marcador por tiempos: 59-52, 50-41 |                      |  |
|             | Estadísticas Zasúlskaya 34         | Reporte Pts                        | Estadísticas 46 Nakić              | Pabellón: La Casilla |  |

| Bandera de la Unión Soviética       |
| Campeón Unión Soviética 2.er título |

## Medallero
| Yugoslavia | Unión Soviética | Australia |

## Clasificación final
| Pos.              | Equipo          | Pts | G-P | PF | PC | Dif. |
| ----------------- | --------------- | --- | --- | -- | -- | ---- |
| Medalla de oro    | Unión Soviética | 14  | 7-0 |    |    |      |
| Medalla de plata  | Yugoslavia      | 12  | 5-2 |    |    |      |
| Medalla de bronce | Australia       | 12  | 5-2 |    |    |      |
| 4                 | Checoslovaquia  | 11  | 4-3 |    |    |      |
| 5                 | España          | 12  | 5-2 |    |    |      |
| 6                 | Corea del Sur   | 11  | 4-3 |    |    |      |
| 7                 | Estados Unidos  | 10  | 3-4 |    |    |      |
| 8                 | Brasil          | 9   | 2-5 |    |    |      |
| 9                 | China           | 9   | 2-5 |    |    |      |
| 10                | Cuba            | 9   | 2-5 |    |    |      |
| 11                | Bulgaria        | 10  | 3-4 |    |    |      |
| 12                | Zaire           | 7   | 0-7 |    |    |      |

Fuente: FIBA